# Comuna Bjuv
Bjuv (Bjuvs kommun) este o comună din comitatul Skåne län, Suedia, cu o populație de 14.801 locuitori (2013).

## Geografie

### Zone urbane
Lista celor mai mari zone urbane din comună (anul 2015) conform Biroului Central de Statistică al Suediei:
| Nr | Zona urbană | Pop.   |
| -- | ----------- | ------ |
| 1  | Bjuv        | 10.602 |
| 2  | Ekeby       | 3.292  |

## Demografie
| \| Evoluția demografică în comuna Bjuv, 1970–2015 \| Evoluția demografică în comuna Bjuv, 1970–2015 \| Evoluția demografică în comuna Bjuv, 1970–2015 \| Evoluția demografică în comuna Bjuv, 1970–2015 \| Evoluția demografică în comuna Bjuv, 1970–2015 \| \| ----------------------------------------------------------------------------------------------------- \| ---------------------------------------------- \| ---------------------------------------------- \| ---------------------------------------------- \| ---------------------------------------------- \| \| An \| \| \| Locuitori \| \| \| 1970 \| 1970 \| \| 13228 \| 13228 \| \| 1975 \| 1975 \| \| 14192 \| 14192 \| \| 1980 \| 1980 \| \| 14672 \| 14672 \| \| 1985 \| 1985 \| \| 14107 \| 14107 \| \| 1990 \| 1990 \| \| 14297 \| 14297 \| \| 1995 \| 1995 \| \| 14199 \| 14199 \| \| 2000 \| 2000 \| \| 13705 \| 13705 \| \| 2005 \| 2005 \| \| 14007 \| 14007 \| \| 2010 \| 2010 \| \| 14841 \| 14841 \| \| 2015 \| 2015 \| \| 14962 \| 14962 \| \| Sursa: SCB - Statistika Centralbyrån, Folkmängd efter region, civilstånd, ålder och kön. År 1968–2016 \| \| \| \| \| |      |  |           |       |
| Evoluția demografică în comuna Bjuv, 1970–2015 |      |  |           |       |
| An |      |  | Locuitori |       |
| 1970 | 1970 |  | 13228     | 13228 |
| 1975 | 1975 |  | 14192     | 14192 |
| 1980 | 1980 |  | 14672     | 14672 |
| 1985 | 1985 |  | 14107     | 14107 |
| 1990 | 1990 |  | 14297     | 14297 |
| 1995 | 1995 |  | 14199     | 14199 |
| 2000 | 2000 |  | 13705     | 13705 |
| 2005 | 2005 |  | 14007     | 14007 |
| 2010 | 2010 |  | 14841     | 14841 |
| 2015 | 2015 |  | 14962     | 14962 |
| Sursa: SCB - Statistika Centralbyrån, Folkmängd efter region, civilstånd, ålder och kön. År 1968–2016 |      |  |           |       |